# Airline Tycoon
Airline Tycoon är ett datorspel tillverkat av Spellbound Entertainment och Monte Cristo (Airline Tycoon "Evolution" och "Deluxe"). I Airline Tycoon är man chefen för ett eget flygbolag. Man väljer en karaktär att spela som; Claire Caravelle/Tina Cortez (Sunshine Airways), Maxime Lafamble/Siggi Sorglos (Falcon Lines), Igor Tuppolvsky (Phoenix Travel) eller Mario Zuccherino (Honey Airlines).

## Spel i serien
- Airline Tycoon - 1998
- Airline Tycoon (First Class) - 2001
- Airline Tycoon (Evolution) - 2002
- Airline Tycoon (Deluxe) - 2003
- Airline Tycoon 2 - 2011